# Jacek Pasiński
Jacek Pasiński (ur. 17 sierpnia 1968 w Łodzi) – były polski siatkarz, obecnie trener siatkarski. Od 23 sierpnia 2023 roku jest dyrektorem sportowym w PGE GiEK Skra Bełchatów.
Jego syn Artur, również jest siatkarzem.

## Życiorys
Urodził się w Łodzi. W młodości trenował siatkówkę w klubie Resursa Łódź. Występował na pozycji środkowego w drużynie Skra Bełchatów, z którą w 1999 roku awansował do ekstraklasy. Następnie grał w drugoligowej Wifamie Łódź oraz w Bzurze Ozorków. Występował także w kadrze narodowej, trenowanej przez Stanisława Gościniaka.
Od 2004 roku trenował siatkarki z Łodzi, początkowo zespół Startu Łódź (w sezonie 2005/2006 pod nazwą Budowlani-Start Łódź), a od 2006 r. drużynę Budowlanych Łódź. Z Budowlanymi awansował najpierw z ligi wojewódzkiej do II ligi, w kolejnym roku do I ligi, a następnie do ekstraklasy w 2009 r. Przed rozgrywkami na najwyższym szczeblu rozgrywek został przesunięty na funkcję II trenera, po czym opuścił drużynę w trakcie sezonu. Od grudnia 2009 roku trenował I-ligowy zespół UKS Jedynka Aleksandrów Łódzki.
W lipcu 2010 roku w drodze na turniej siatkarski w Bułgarii prowadzony przez niego samochód uczestniczył w wypadku drogowym na obszarze Serbii. Sprawca wypadku zginął, zaś Jacek Pasiński został stronniczo oskarżony i skazany na dwa lata więzienia. W serbskim areszcie, a następnie więzieniu w Sremskiej Mitrovicy spędził część kary, do lutego 2011 roku, kiedy to wyrażono zgodę na odbycie kary w Polsce. Po kilku tygodniach wyszedł na wolność za kaucją.
Wznowił karierę trenerską przejmując drużynę Sparty Warszawa w środku sezonu 2012/2013. W sezonie 2014/2015 prowadził drużynę Młodej Ligi Budowlanych Łódź. W sezonie 2015/2016 po sześciu latach przerwy ponownie został pierwszym trenerem Budowlanych Łódź, z którymi zajął 5. miejsce w lidze. Po kilku kolejkach sezonu 2016/2017 został zatrudniony w charakterze pierwszego trenera drużyny PTPS Piła.
W sezonie 2018/2019 zajmował się komentowaniem meczów siatkarskich na antenie telewizji Polsat Sport. Pod koniec 2018 r. zastąpił Mariusza Wiktorowicza na ławce trenerskiej Energa MKS Kalisz. Trenerem tego zespołu był do 15 listopada 2021.
W 2016 roku był także asystentem trenera kadry narodowej Jacka Nawrockiego.
Od 2022 r. jest Prezesem Fundacji Rozwoju Szkoła Wyższa Wymiaru Sprawiedliwości w Warszawie.

## Sukcesy trenerskie
Mistrzostwo I ligi:
- 2009

Letnia Uniwersjada:
- 2021[20]